# دي جاي كوترونا
دي جاي كوترونا (بالإنجليزية: D. J. Cotrona)‏ مواليد 23 مايو 1980 في نيو هيفن، الولايات المتحدة، هو ممثل أمريكي بدأ مسيرته الفنية سنة 2002.

## الأعمال

### أفلام
- عزيزي جون (2010)
- جي. آي. جو: الانتقام (2013)

### مسلسلات
- القانون والنظام: الوحدة الخاصة للضحايا (2003) (بدور: دونوفان ألفاريز)

## روابط خارجية
- دي جاي كوترونا على موقع IMDb (الإنجليزية)
- دي جاي كوترونا على موقع ألو سيني (الفرنسية)
- دي جاي كوترونا على موقع أول موفي (الإنجليزية)
- دي جاي كوترونا على موقع قاعدة بيانات الأفلام السويدية (السويدية)
- دي جاي كوترونا على موقع قاعدة بيانات الفيلم (الإنجليزية)
- دي جاي كوترونا على موقع كينوبويسك (الروسية)